# Radianthus glandulosa
Radianthus glandulosa is een zeeanemonensoort uit de familie Stoichactidae.
Radianthus glandulosa is voor het eerst wetenschappelijk beschreven door Lager in 1911.